# پاریس (فیلم ۲۰۰۳)
«پاریس» (انگلیسی: Paris (2003 film)) فیلمی در ژانر مهیج است که در سال ۲۰۰۳ منتشر شد.